# Hiboka
Hiboka is een monotypisch geslacht van spinnen uit de  familie van de Idiopidae (Valdeurspinnen).

## Soort
- Hiboka geayi Fage, 1922